# Metrovagonmas

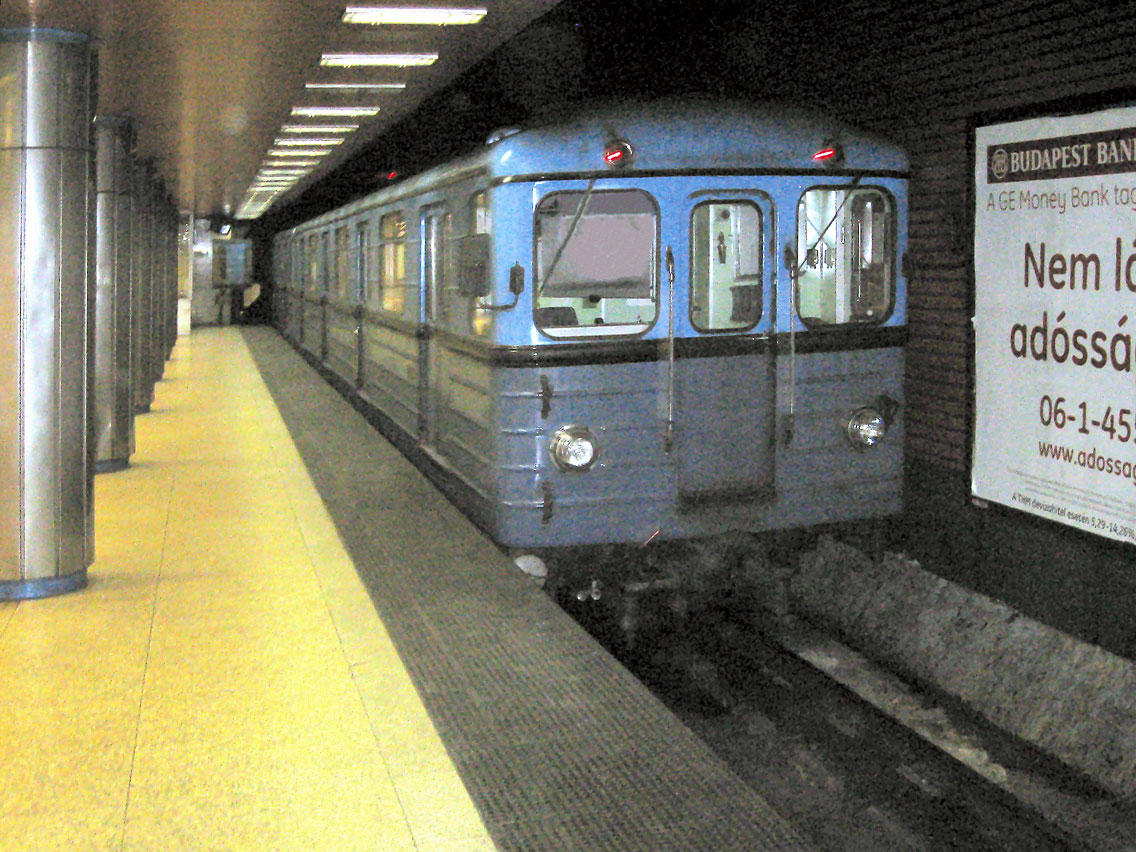
Ev3 típusú szerelvény Budapesten

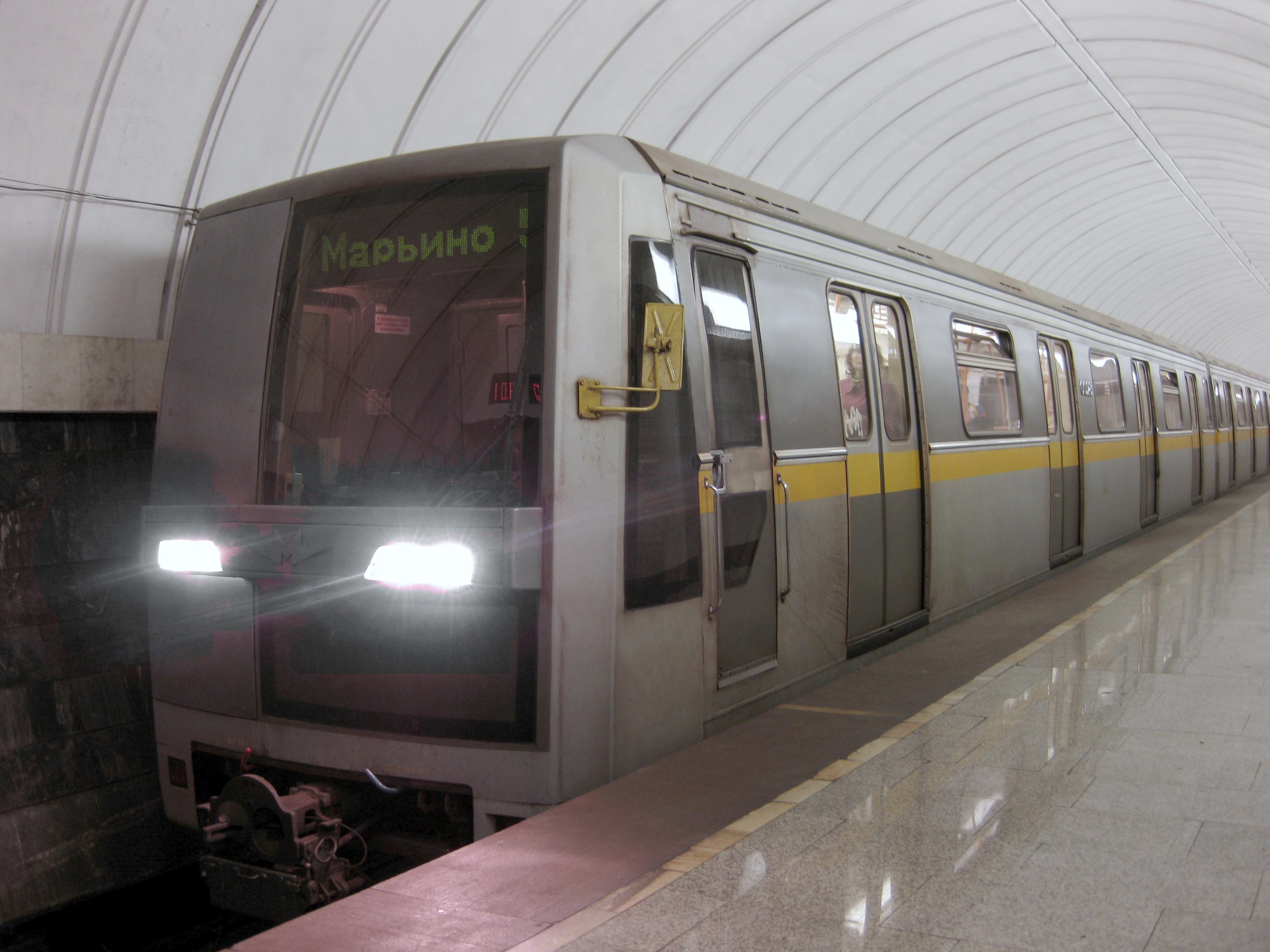
81–720 típusú szerelvény egy moszkvai metróvonalon

A Metrovagonmas (oroszul: Метровагонмаш), 1992-ig Mityiscsi Gépgyár (Мытищинский машиностроительный завод [Mityiscsinszkij Masinosztroityelnij Zavod]), rövidítve MMZ Oroszország Moszkvai területén, Moszkva több mint 200 ezer lakosú északkeleti elővárosában, Mityiscsiben található gépgyártó vállalat. Oroszország egyik legnagyobb gépgyára, mely főként vasúti járművek, metrószerelvények, egyéb, főleg lánctalpas közlekedési eszközök és ezek pótalaktrészeinek gyártásával, valamint vasúti és metró-járművek nagyjavításával foglalkozik. 2004-től az oroszországi járműgyárakat összefogó, állami tulajdonú Transzmasholdinghoz tartozik. A katonai járműveket gyártó részleg 2009-ben kivált a Metrovagonmasból és Mityiscsi Gépgyár néven működik.

## Története
A gyárat 1897-ben alapították, ekkor motorvonatokat gyártott az Északi Orosz Vasúttársaság számára. 1903-ban kezdtek el villamosokat és hóekéket gyártani moszkvai megrendelésre. Villamos személyszállító vonatokat 1929, metrókocsikat 1934 óta gyárt.
1941 októberében az Urál-vidékre telepítették át, a moszkvai szovjet győzelem után 1942 márciusában telepítették vissza. A második világháború alatt különböző katonai felszereléseket és harci járműveket gyártott a Szovjet Vörös Hadsereg számára.
1947-től dömpereket is gyárt. A vállalat később főleg metrókocsik, dömperek és  harci járművek gyártására specializálódott. A második világháború óta eltelt időszakban számos metrókocsi-típust gyártott, főleg ezek közlekednek ma a volt Szovjetunió nagyvárosainak metróvonalain, valamint a budapesti, prágai, szófiai és varsói metró különböző vonalain. 1999 óta újra gyárt motorvonatokat, többek között ott készült a MÁV 6341-es sorozatú (Uzsgyi becenevű) motorvonata is.

## Gyártmányai

### Jelenlegi típusok
- 81–717/714 metrókocsi
- 81–740/741 Ruszics metrókocsi
- RA1 sínbusz
- RA2 sínbusz
- Bpmot motorvonat vagy  gyári  tipusnevén  РА-В (RA-V)

### Korábbi típusok
- Em/Ev metrókocsi
- Ev3 metrókocsi
- 81–720/721 Jauza metrókocsi